# Mateusz Paleolog Asen
Mateusz Paleolog Asen (gr. Ματθαῖος Παλαιολόγος Ἀσάνης, ur. ok. 1405, zm. 29 marca 1467) – bizantyński arystokrata. 

## Życiorys
Był synem Pawła Asena. W 1441 jego siostra Teodora poślubiła Demetriusza II Paleologa. Mateusz po raz pierwszy pojawia się we wrześniu 1423 roku, kiedy był został wysłany jako poseł do króla Zygmunta Luksemburskiego. W 1442 roku brał czynny udział wraz z Demetriuszem II Paleologiem w tureckim nieudanym oblężeniu Konstantynopola. Obaj zostali aresztowani na rozkaz cesarza Jana VIIII Paleologa. Udało się im uciec do genueńskiej Galaty. Od roku 1454 do 1458 był bizantyńskim gubernatorem Koryntu (aż do czasu przejęcia władzy nad miastem przez Turków). W 1460 był posłem Demetriusza do sułtana Mehmeda II. Został wtedy uwięziony. Po likwidacji despotatu Morei przez Turków kolejne siedem lat mieszkał w razem z rodziną Demetriusza. Zmarł w ubóstwie 29 marca 1467 roku. Jego wnukiem był prawdopodobnie Tomasz Asen Paleolog